# IAMDDB
 (mai 2022).
La mise en forme du texte ne suit pas les recommandations de Wikipédia : il faut le « wikifier ».
Les points d'amélioration suivants sont les cas les plus fréquents :
- Les titres sont pré-formatés par le logiciel. Ils ne sont ni en capitales, ni en gras.
- Le texte ne doit pas être écrit en capitales (les noms de famille non plus), ni en gras, ni en italique, ni en « petit »…
- Le gras n'est utilisé que pour surligner le titre de l'article dans l'introduction, une seule fois.
- L'italique est rarement utilisé : mots en langue étrangère, titres d'œuvres, noms de bateaux, etc.
- Les citations ne sont pas en italique mais en corps de texte normal. Elles sont entourées par des guillemets français : « et ».
- Les listes à puces sont à éviter, des paragraphes rédigés étant largement préférés. Les tableaux sont à réserver à la présentation de données structurées (résultats, etc.).
- Les appels de note de bas de page (petits chiffres en exposant, introduits par l'outil «  Source ») sont à placer entre la fin de phrase et le point final[comme ça].
- Les liens internes (vers d'autres articles de Wikipédia) sont à choisir avec parcimonie. Créez des liens vers des articles approfondissant le sujet. Les termes génériques sans rapport avec le sujet sont à éviter, ainsi que les répétitions de liens vers un même terme.
- Les liens externes sont à placer uniquement dans une section « Liens externes », à la fin de l'article. Ces liens sont à choisir avec parcimonie suivant les règles définies. Si un lien sert de source à l'article, son insertion dans le texte est à faire par les notes de bas de page.
- La présentation des références doit suivre les conventions bibliographiques. Il est recommandé d'utiliser les modèles {{Ouvrage}}, {{Chapitre}}, {{Article}}, {{Lien web}} et/ou {{Bibliographie}}. Le mode d'édition visuel peut mettre en forme automatiquement les références.
- Insérer une infobox (cadre d'informations à droite) n'est pas obligatoire pour parachever la mise en page.

Pour une aide détaillée, merci de consulter Aide:Wikification.
Si vous pensez que ces points ont été résolus, vous pouvez retirer ce bandeau et améliorer la mise en forme d'un autre article.
Diana De Brito, née le 5 mars 1996 à Lisbonne, connue sous son nom de scène IAMDDB, est une rappeuse et chanteuse angolaise basée à Manchester, au Royaume-Uni. IAMDDB a sorti trois EP et trois mixtapes à partir de 2021 et a été classée numéro trois du BBC Sound of... 2018,.

## Vie et carrière
De Brito est née à Lisbonne, au Portugal, et a déménagé à Manchester, au Royaume-Uni, à l'âge de cinq ou six ans. Son père est angolais avec des ascendances portugaises, sa mère est angolaise. Ses deux parents étaient musiciens.
Elle a publié la mixtape Hoodrich, Vol. 3 en 2017 et Flightmode, Vol. 4 en 2018.
IAMDDB a été musicienne de soutien pour la tournée britannique de Lauryn Hill fin 2018. Son dernier album est Swervvvvv.5 de 2019.

## Discographie

### EP
- 2016 : Waeveybby, Vol. 1
- 2017 : Vibe, Volume 2.
- 2019 : Kare Package

### Albums
- 2017 : Hoodrich, Vol. 3
- 2018 : Flightmode, Vol. 4
- 2019 : Swervvvvv.5
- 2019 : Vol.Xperience Live@roundhouse London
- 2024 : LOVE is WAR, Volume 6

### Singles
- 2016 : JAZB (Flying Lotus)
- 2016 : Selfless
- 2016 : Leaned Out
- 2017 : Shade
- 2018 : Drippy
- 2019 : Wokeuptoflexxx (WUTF)
- 2019 : Night Kapp
- 2019 : Famous
- 2019 : Kare Package
- 2020 : God's Work (feat. iLL BLU)
- 2020 : Quarantine
- 2020 : End of the World
- 2020 : Wa'hum
- 2021 : Silver Lines
- 2021 : JGL

### Collaborations
- 2017 : Earth Tones EP par Lenzman
- 2017 : We Could EP par Graeme S
- 2018 : Jagged Tooth Crook EP par The Mouse Outfit
- 2019 : Mira Mira (from Europa EP) par Diplo